# Nippur
Nippur of Nippoer was een stad in het noorden van Sumer aan de toenmalige loop van de rivier de Eufraat bij de huidige plaats Nufar.
Aan het eind negentiende eeuw verrichtte E. de Sarzec er opgravingen.
Door de Amerikanen Haines en McCown werden er na de Tweede Wereldoorlog verdere opgravingen gedaan. Er werd een ziggoerat van koning Ur-Nammu gevonden. Veel van de bekende Sumerische literatuur stamt uit de bibliotheek van deze stad, de Edubba of Huis der Kleitabletten. Deze literatuur bestaat uit heldendichten en mythen, godenlijsten en spreekwoorden. Voorbeelden zijn de gedichten Arme man van Nippur uit ca. 701 v.Chr., dat handelt over de deugd van de gastvrijheid. en Schooldagen, een satire over de pogingen van een scholier om zijn leraar om te kopen.
Nippur was een oude stad. In Jemdet Nasr zijn een dertiental zegelafdrukken gevonden, die bestaan uit een reeks symbolen die de steden Ur, Larsa, Nippur, Uruk, Kesh, Zabala en Urum voorstellen. De zegelafdrukken zijn in de context van aardewerk uit de Vroeg-dynastieke Periode (ED I) (circa 2900-2750 v.Chr.) gevonden en laten vermoeden dat er al in die tijd een soort federatie van steden bestond waartoe ook Nippur behoorde.
Nippur was de religieuze hoofdstad van Sumer en genoot kidinnutu, maar politiek heeft de stad nooit een leidende rol gespeeld. De god van Nippur Enlil werd om onbekende redenen de hoofdgod van het Sumerische pantheon ten koste van de god An die vooral in de stad Uruk vereerd werd. Veel later zou Enlil op zijn beurt verdrongen worden door Marduk. De hoofdtempel van de stad werd É.kur (Tempel van de Berg) genoemd naar een van de namen van Enlil.